# Karol Armatys
Karol Armatys (ur. 2 września 1833 w Krakowie, zm. 4 czerwca 1872 we Lwowie) – przedsiębiorca.

## Życiorys
Urodził się 2 września 1833 w Krakowie.
We Lwowie działał w organizacji powstania styczniowego 1863 (wraz z nim jego żona i Stanisław Armatys). Przekazywał fundusze na rzecz zrywu, w związku z czym przez trzy miesiące był więziony. Po zwolnieniu był zaangażowany w przygotowania ucieczki księcia Adama Sapiehy.
Z zawodu był kuśnierzem, prowadził sklep handlując futrami, inne przedsiębiorstwa oraz pierwszy tartak parowy. Pełnił mandat radnego miasta Lwowa. Do końca życia był członkiem zarządu Kasy Zaliczkowej we Lwowie.
Zmarł 4 czerwca 1872 we Lwowie na gruźlicę. Został pochowany na Cmentarzu Łyczakowskim we Lwowie.